# Adiluhur
Adiluhur is een bestuurslaag in het regentschap Kebumen van de provincie Midden-Java, Indonesië. Adiluhur telt 1403 inwoners (volkstelling 2010).